# Oxtorgsgatan, Stockholm

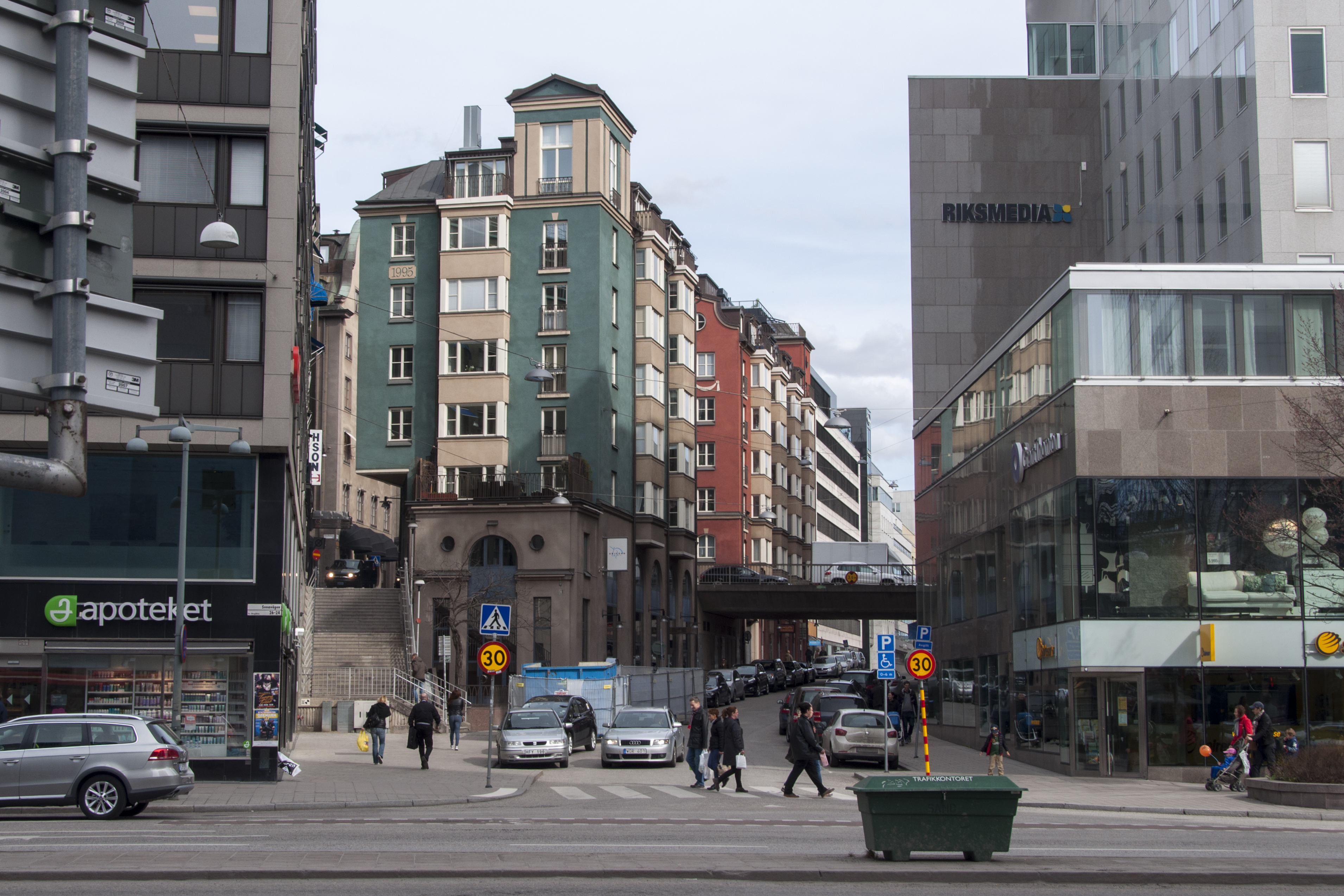
Oxtorgsgatan österut

Oxtorgsgatan är en gata i stadsdelen Norrmalm i Stockholm. Den sträcker sig i öst-västlig riktning från Regeringsgatan till Sveavägen och korsas av Malmskillnadsgatan som går över Oxtorgsgatan på en viadukt. Tidigare fortsatte Oxtorgsgatan på västra sidan om Sveavägen, förbi Konserthusets södra fasad för att sluta vid Hötorget.
Under 1600- och 1700-talet kallades gatan vanligen Oxegatan, men den fick sitt nuvarande namn under 1800-talets första hälft.
År 1996 uppfördes nya bostadshus i 1920-talsklassicism och klassiska detaljer som formspråk som Sune Malmquist och Hervor von Arndt hade ritat. Byggnaden fick stor uppskattning av allmänheten, medan arkitektkåren talade något föraktfullt om pastisch.

## Övrigt
- Oxtorget (1669) – ligger öster om Malmskillnadsgatan och direkt söder om Södra Kungstornet. Torget kan nås från Oxtorgsgatan.
- Oxtorgsgränd (1925) – är Oxtorgets förlängning västerut och korsar Malmskillnadsgatan.